# ヴァネッサ・ルパージュ＝ジョアニス
ヴァネッサ・ルパージュ＝ジョアニス（Vanessa Lepage Joanisse、1995年7月20日 - ）は、カナダのプロボクサー。元WBC女子世界ヘビー級王者。

## 来歴
2016年3月19日、Annie Mazerolle戦でプロデビューし、判定勝利。
2017年8月12日、3戦全勝でアレハンドラ・ヒメネスが持つWBC女子世界ヘビー級王座に挑戦するが、3回TKOで敗れる。
2023年3月23日、約5年半ぶりとなる復帰戦としてPrincess Hairstonを判定で破り再起。
2024年3月7日、前王者ハンナ・ガブリエルのドーピング違反に伴う王座剥奪により空位となったWBC女子世界ヘビー級王座決定戦をAbril Argentina Vidalと行い、2-1判定で勝利し世界王座獲得。
2024年7月27日、ミシガン州デトロイトのリトル・シーザーズ・アリーナでWBA・WBC・IBF・WBO女子世界ミドル級四団体統一王者ならびに元WBAスーパー・WBC・IBF・WBO女子世界女子スーパーウェルター級四団体統一王者、元WBC・IBF女子世界スーパーミドル級二団体統一王者のクラレッサ・シールズとの初防衛戦および前王者ゲオヴァナ・ペレスのキックボクシング転向に伴い3年半空位となっていたWBO女子世界ライトヘビー級（175ポンド以下）王座決定戦という変則王座戦に挑み、2回中にシールズに3度のダウンを奪われ、2回1分9秒TKO負けで王座から陥落、シールズの女子プロボクサー史上3人目の5階級制覇を阻止できなかった。なお、試合はライトヘビー級の契約体重にて行われた。

## 戦績
- プロボクシング：9戦 7勝 2KO 2敗

## 獲得タイトル
- 第5代WBC女子世界ヘビー級王座（防衛0）